# 접사

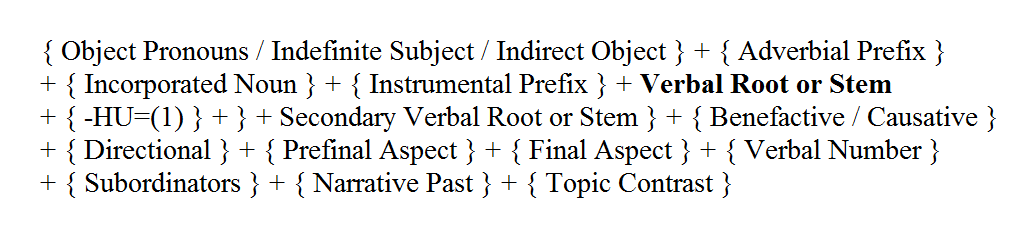

접사(接辭, 영어: affix)는 어근에 어떤 뜻을 더해 주거나 품사를 바꿈으로써 새로운 단어를 만드는 의존형태소를 말한다.

## 분류
어근에 붙는 위치에 따라 접두사, 접요사, 접미사, 삽간사, 관통접사 등이 있다.

## 한국어의 피동·사동 접사
한국어의 접사에서 피동 또는 사동 접사로 쓰이는 것은 '-이-, -히-, -리-, -기-, -우-, -구-, -추-' 등이 있다. 이 가운데 앞의 네 개, 즉 '-이-, -히-, -리-, -기-'는 피동과 사동 접사에 모두 쓰이며 뒤의 세 개, '-우-, -구-, -추-'는 사동 접사로만 쓰인다.
형용사에는 사동 접사가 붙는 것이 가능하다. 이때는 접사가 붙음으로써 형용사에서 동사로 바뀐다. (예: 괴롭다-괴롭히다, 늦다-늦추다, 깊다-깊이다 등)

## 같이 보기
- 접두사
- 접미사